# Alina (Oper)
 Alina, regina di Golconda  (deutscher Titel: Alina, Königin von Golconda) ist eine Opera semiseria (oder ein dramma giocoso) in zwei Akten von Gaetano Donizetti. Das Libretto verfasste Felice Romani. Die Uraufführung fand am 12. Mai 1828 im Teatro Carlo Felice in Genua statt.

## Handlung
Vorgeschichte: Das Bauernmädchen Alina aus der Provence wird von Piraten geraubt und nach Golconda in Indien verschleppt. Dort verliebt sich der alte König in sie und heiratet Alina. Bald stirbt der König und Alina wird Königin.
Handlung der Oper: Nach des Königs Tod sollte Alina einen neuen Gemahl auswählen. Der vornehme Wesir Seide liebt sie, doch sie trauert immer noch ihrem geliebten ersten Gemahl (oder Verlobten?), dem französischen Offizier Ernesto Volmar, nach. Auch Alinas Freundin Fiorina wurde von Piraten geraubt und ließ ihren Ehemann Belfiore zurück.
Drei Kanonenschüsse künden die Ankunft eines Schiffes an: Der französische Botschafter wird erwartet. Es ist Alinas Geliebter Ernesto Volmar, der von Belfiore begleitet wird. Um zu prüfen, ob die Männer ihren einstigen Gefühlen treu geblieben sind, werden sie einer Prüfung unterworfen. Nach mancherlei Irrungen und Wirrungen – unter anderem wird eine von Alinas Verehrer Seide angezettelte Revolution niedergeschlagen – endet die Geschichte für beide Paare mit einem glücklichen Ende.

## Musik
Alina, regina di Golconda ist insgesamt stilistisch noch deutlich von Rossini beeinflusst, sowohl im Orchestersatz, als auch im ziemlich virtuosen Gesangsstil. Dies bedeutet grundsätzlich, dass nicht nur die weibliche Titelfigur Alina und die seconda donna Fiorina, sondern auch die drei männlichen Hauptdarsteller agile und koloraturfähige Stimmen haben müssen. Relativ originell ist die Besetzung der beiden Liebhaber bzw. Ehemänner mit tiefen Stimmen; dabei ist die Rolle des Belfiore eine Bufforolle, er muss also das typische Parlando dieses Genres gut beherrschen.
Die Oper ist nicht ganz durchkomponiert, sondern streckenweise wird die Handlung noch durch kurze continuobegleitete Secco-Rezitative vorangetrieben (wahrscheinlich im Original mit Cembalo).
Donizetti hat sich bei aller grundsätzlichen Abhängigkeit von Rossini durchaus um Originalität bemüht, was sich z. B. in Melodik und Figurationen von Alinas Auftrittsarie „Che vai ricchezza e trono“ bemerkbar macht. Zu den besten Stücken der Partitur gehören außerdem das Quartett im ersten Akt, als sich die 4 Liebenden überrascht wiedererkennen, und das Quintett im ersten Finale – wobei Ensembles immer zu Donizettis anerkannten Stärken gehörten. Höhepunkte der Partitur sind die idyllische Szene im zweiten Akt, als Volmar scheinbar in der „Provence“ aufwacht sowie das nachfolgende Liebesduett mit Alina, und Fiorinas volkstümlich-provençalisches „Lied“ in der folgenden Szene. Abgesehen von der großen Schönheit der Musik, ist hier bereits der „echte“ Donizetti-Stil seiner mittleren Reifezeit zu hören. Stilistisch gilt dies auch für den Mittelteil und die Cabaletta des Duetts Alina-Seide (zweiter Akt) und für die Aria finale „Su l’ali di sospiri“ – die letzteren Stücke gehören bezeichnenderweise zu den 1829 nachkomponierten Partien der Oper.

## Werkgeschichte
Donizettis Alina, regina di Golconda entstand für die Eröffnungssaison von Genuas neuem Opernhaus, dem Teatro Carlo Felice. Die Handlung basiert auf einer französischen Erzählung von Boufflers (1761), die Sedaine 1766 zu einem Libretto für eine Oper von Monsigny umarbeitete. Die Handlung gefiel Donizetti nicht besonders, sondern wurde ihm von Felice Romani mehr oder weniger aufgezwungen; das fertige Libretto erhielt er erst nach seiner Ankunft in Genua (d. h. nach dem 28. Februar 1828).
Während der Vorbereitungen machte sich Donizetti Sorgen wegen der Primadonna, da die ursprünglich für die Titelrolle vorgesehene Letizia Cortesi nicht seinen Ansprüchen genügte. In der Literatur gibt es jedoch widersprüchliche Aussagen über die erste Sängerin der Alina: Der Donizetti-Spezialist William Ashbrook schrieb in einer ersten Publikation, dass Adelaide Comelli-Rubini, die Frau des berühmten Tenors Giovanni Battista Rubini, in der Uraufführung gesungen habe, meinte aber später, dass es sich eigentlich um Serafina Rubini gehandelt habe.
Bei der Uraufführung der Erstfassung am 12. Mai 1828 im Teatro Carlo Felice in Genua sangen außer Adelaide Comelli-Rubini (oder Serafina Rubini?) als Alina: Carolina Devincenzi (Fiorina), Giovanni Battista Verger (Seide), Antonio Tamburini (Volmar) und Giuseppe Frezzolini (Belfiore).
Am 10. Oktober 1829 wurde am Teatro Valle in Rom eine überarbeitete Version aufgeführt, mit Annetta Fischer als Alina und dem Tenor Pietro Gentili (als Seide). Zu den Änderungen gehörten eine neue Tenor-Arie für Seide „Dunque invan“ (erster Akt) und ein neues Rondò finale für Alina „Su l’ali di sospiri“ (zweiter Akt); außerdem erweiterte Donizetti das Duett Alina-Seide im zweiten Akt. In späteren Aufführungen wurden wahrscheinlich diese Neuerungen übernommen.
Es folgten viele weitere Produktionen in italienischen Städten. 1849 und 1859 wurde die Oper in Barcelona gespielt.

Sänger der Uraufführung von 1828
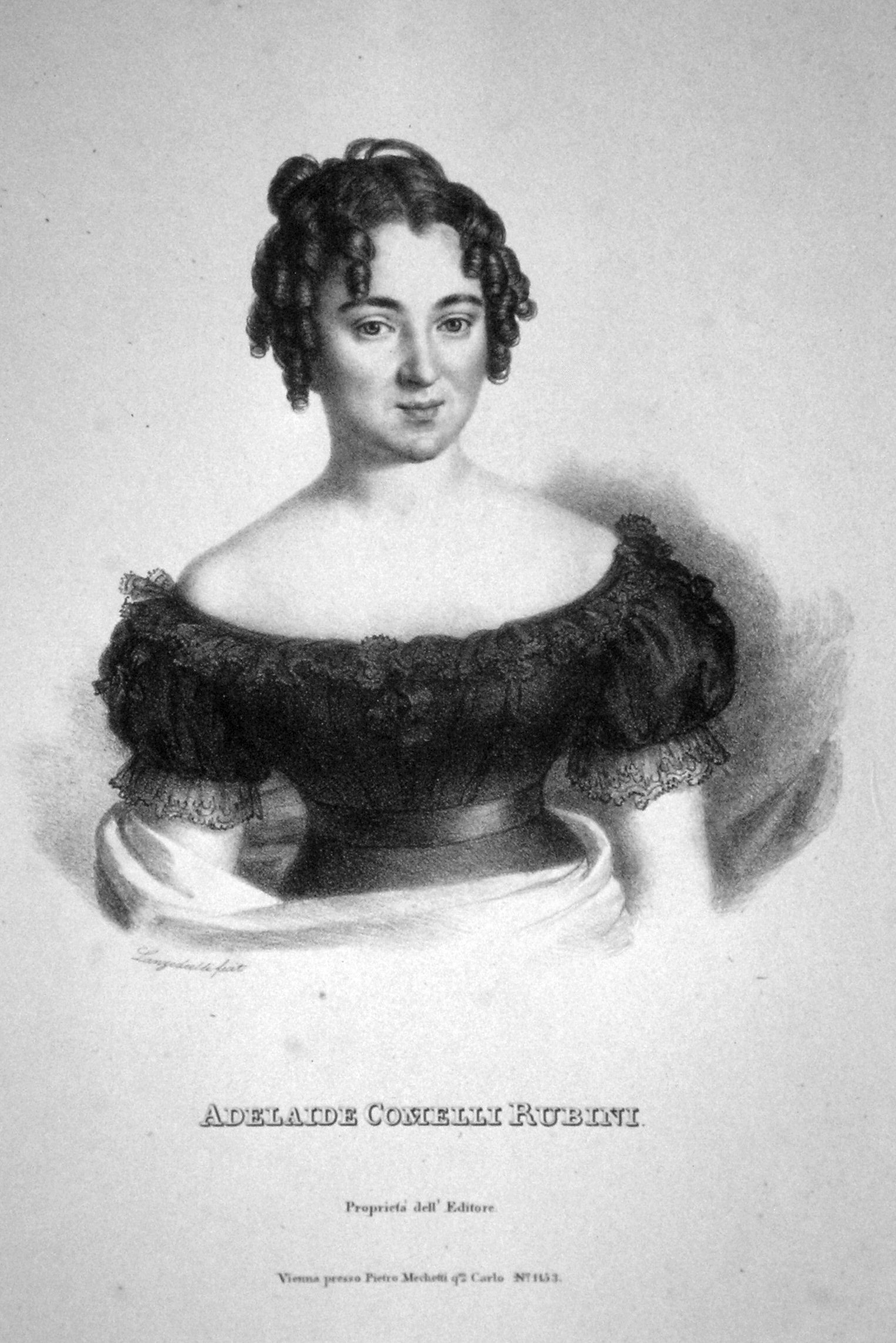
Adelaide Comelli-Rubini (Alina?)
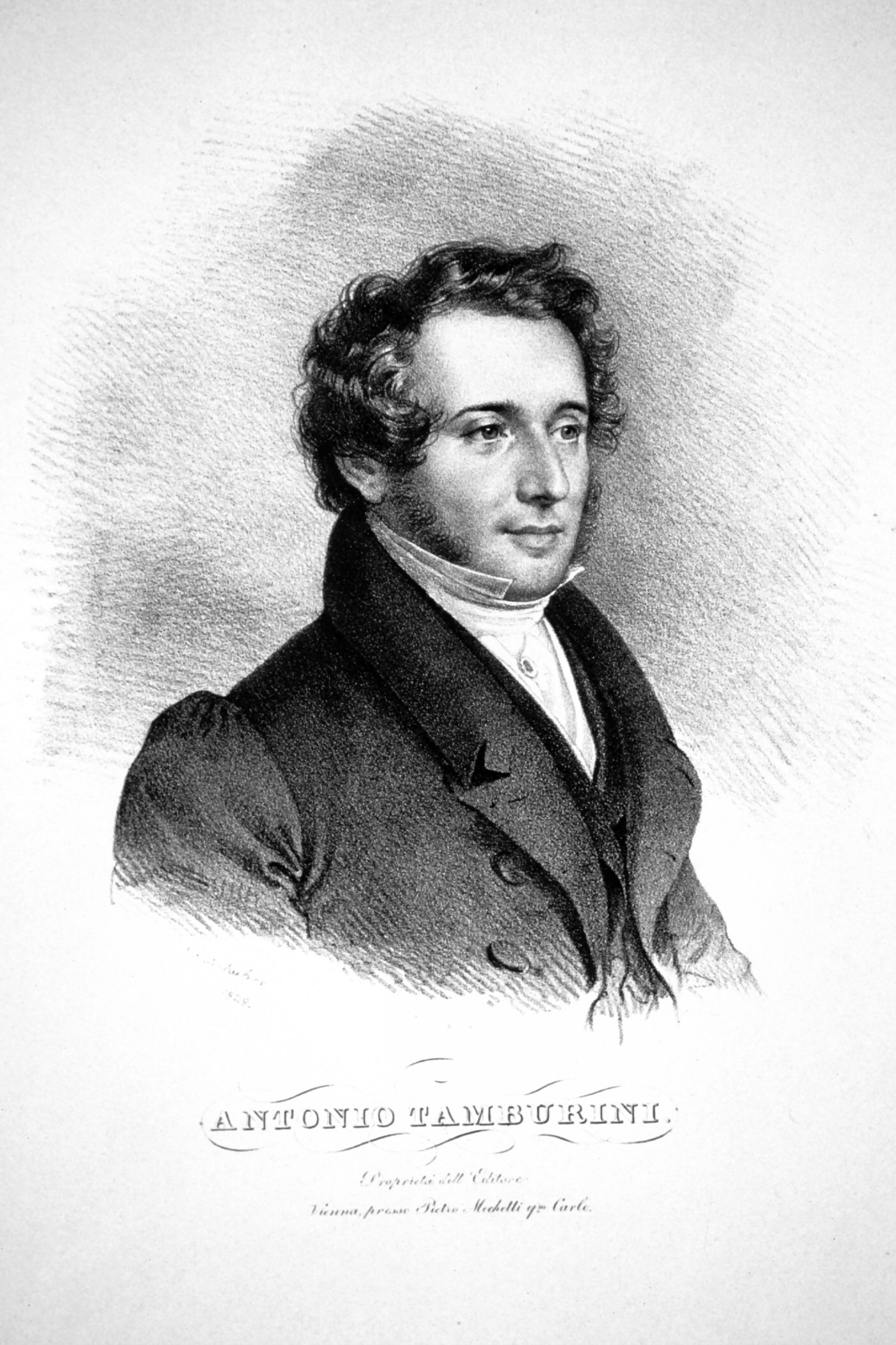
Antonio Tamburini (Volmar)
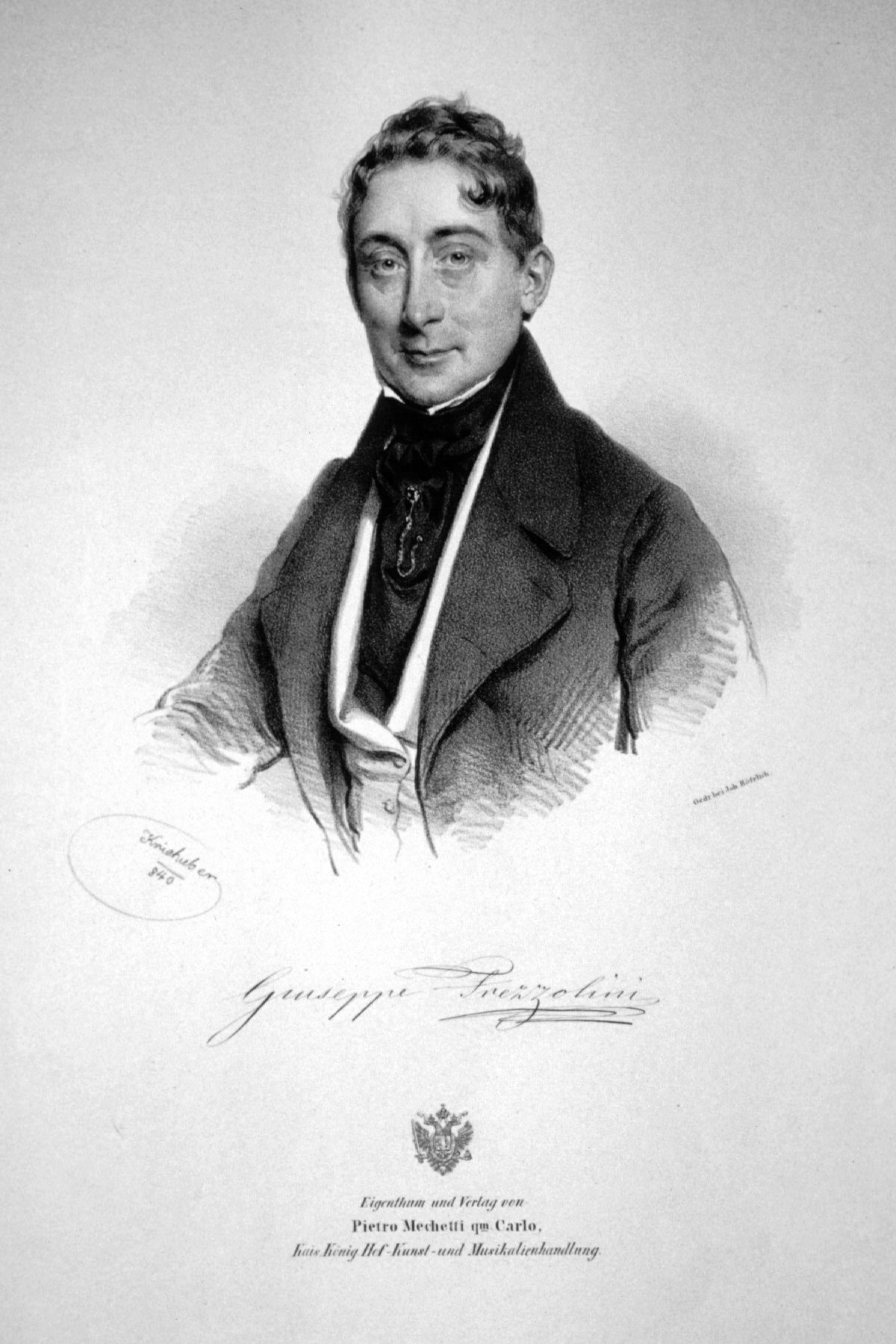
Giuseppe Frezzolini (Belfiore)

## Diskographie
- 1987: Daniela Dessì (Sopran), Adelisa Tabiadon (Mezzosopran), Rockwell Blake (Tenor), Paolo Coni (Bass), Andrea Martin (Bariton), Antonello Allemandi (Dirigent)[13]